# Жердеево
Жердеево — деревня в Киржачском районе Владимирской области России, входит в состав Кипревского сельского поселения. 

## География
Деревня расположена в 9 км на север от центра поселения деревни Кипрево и в 20 км на северо-восток от райцентра города Киржач.

## История
В 1736 году сельцо Жердеево было приписано к Смольневскому приходу.
В XIX — начале XX века деревня входила в состав Жердевской волости Покровского уезда, с 1926 года — в составе Киржачской волости Александровского уезда. В 1859 году в деревне числилось 41 дворов, в 1905 году — 42 двора, в 1926 году — 49 дворов.
С 1929 года деревня входила в состав Смольневского сельсовета Киржачского района, с 1940 года — центр Жердеевского сельсовета, с 1954 года — в составе Слободского сельсовета,  с 1971 года — в составе Кипревского сельсовета, с 2005 года — в составе Кипревского сельского поселения.

## Население
| 1859 | 1905 | 1926 | 2002 | 2010 | 2021 |
| ---- | ---- | ---- | ---- | ---- | ---- |
| 271  | ↘251 | ↗257 | ↘89  | ↘81  | ↘38  |